# Daniel Chester French
Daniel Chester French, född 20 april 1850 i Exeter i New Hampshire i USA, död 7 oktober 1931 Stockbridge i Massachusetts, var en amerikansk skulptör.
French har utfört monumentalskulpturer i amerikanska städer, bland andra en byst av Ralph Waldo Emerson i Metropolitan Museum of Art. French har även gjort en ryttarstaty av George Washington i Paris.

## Bildgalleri

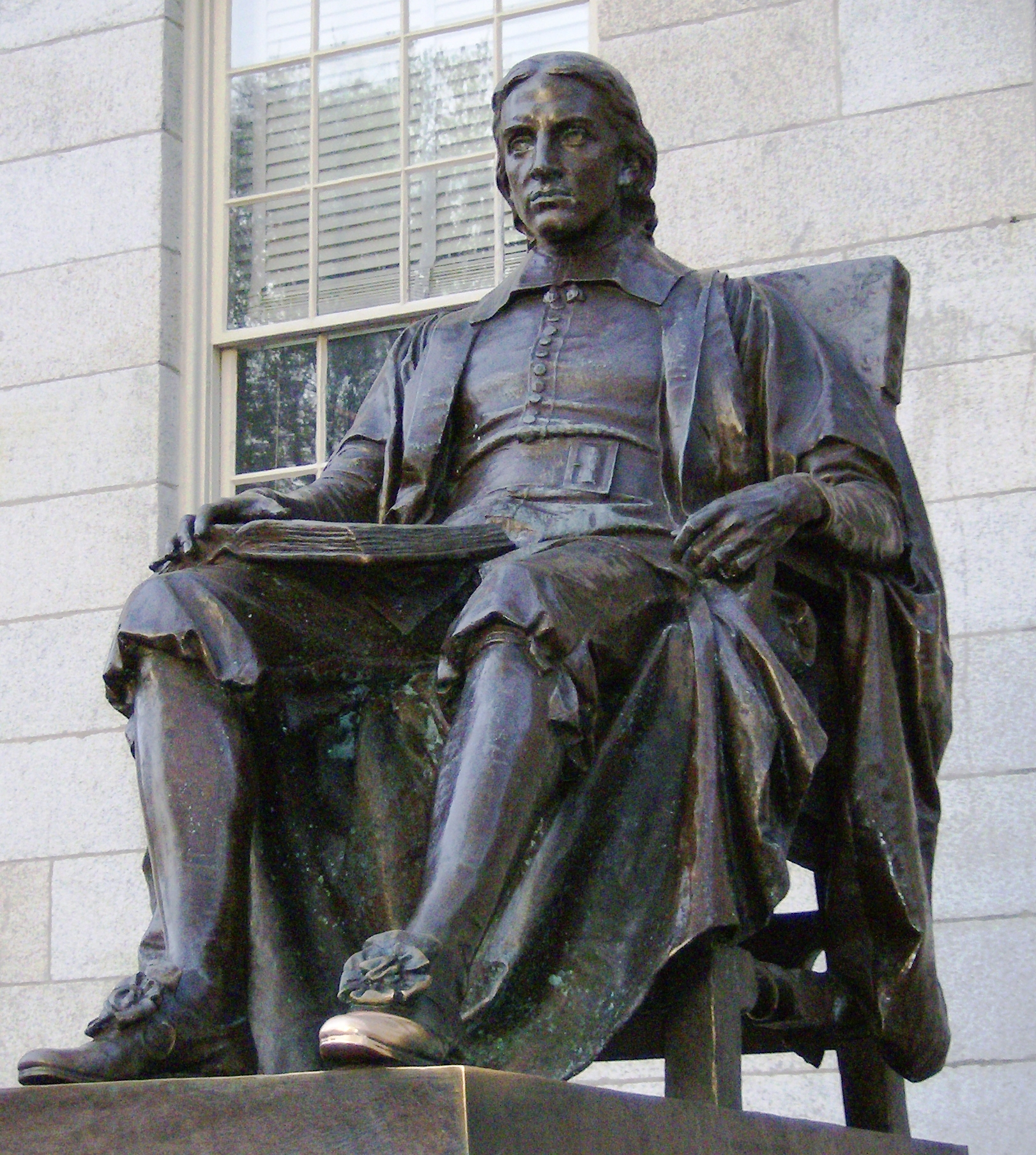
John Harvard (1884), Harvard University i Cambridge i Massachusetts
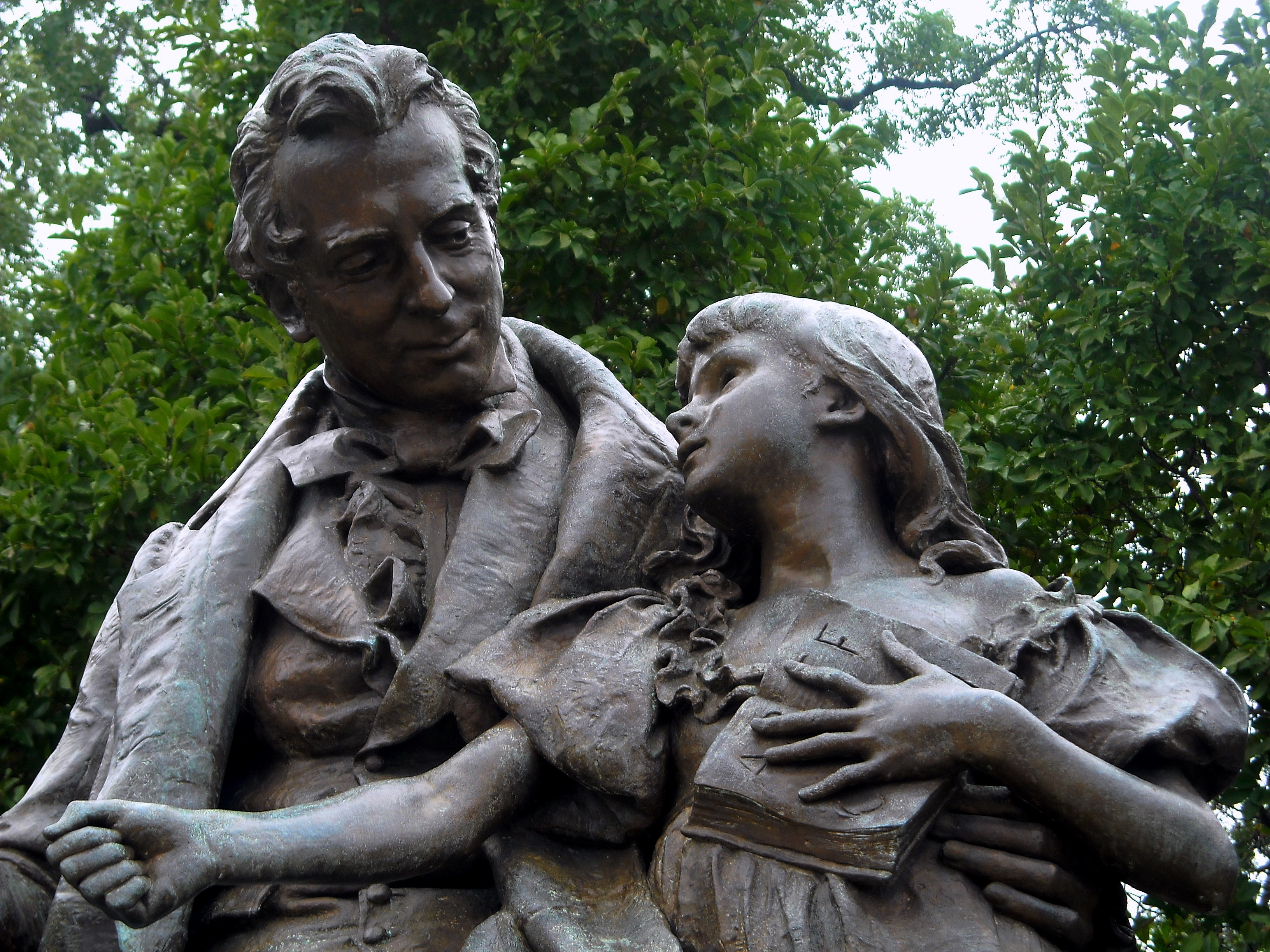
Thomas Hopkins Gallaudet och Alice Cogswell (1889), Gallaudet University i Washington, D.C.
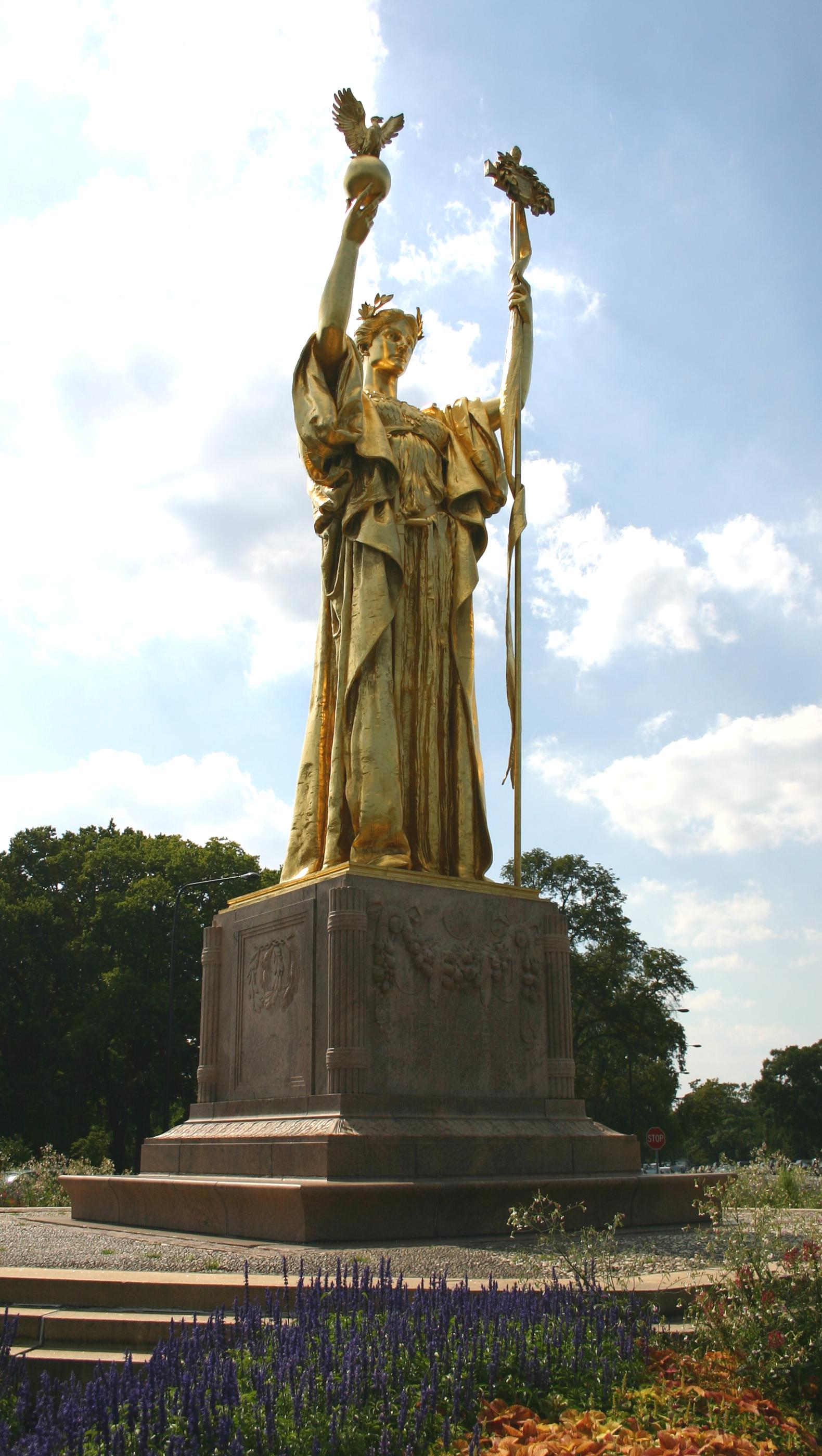
Republic (1893) i Chicago
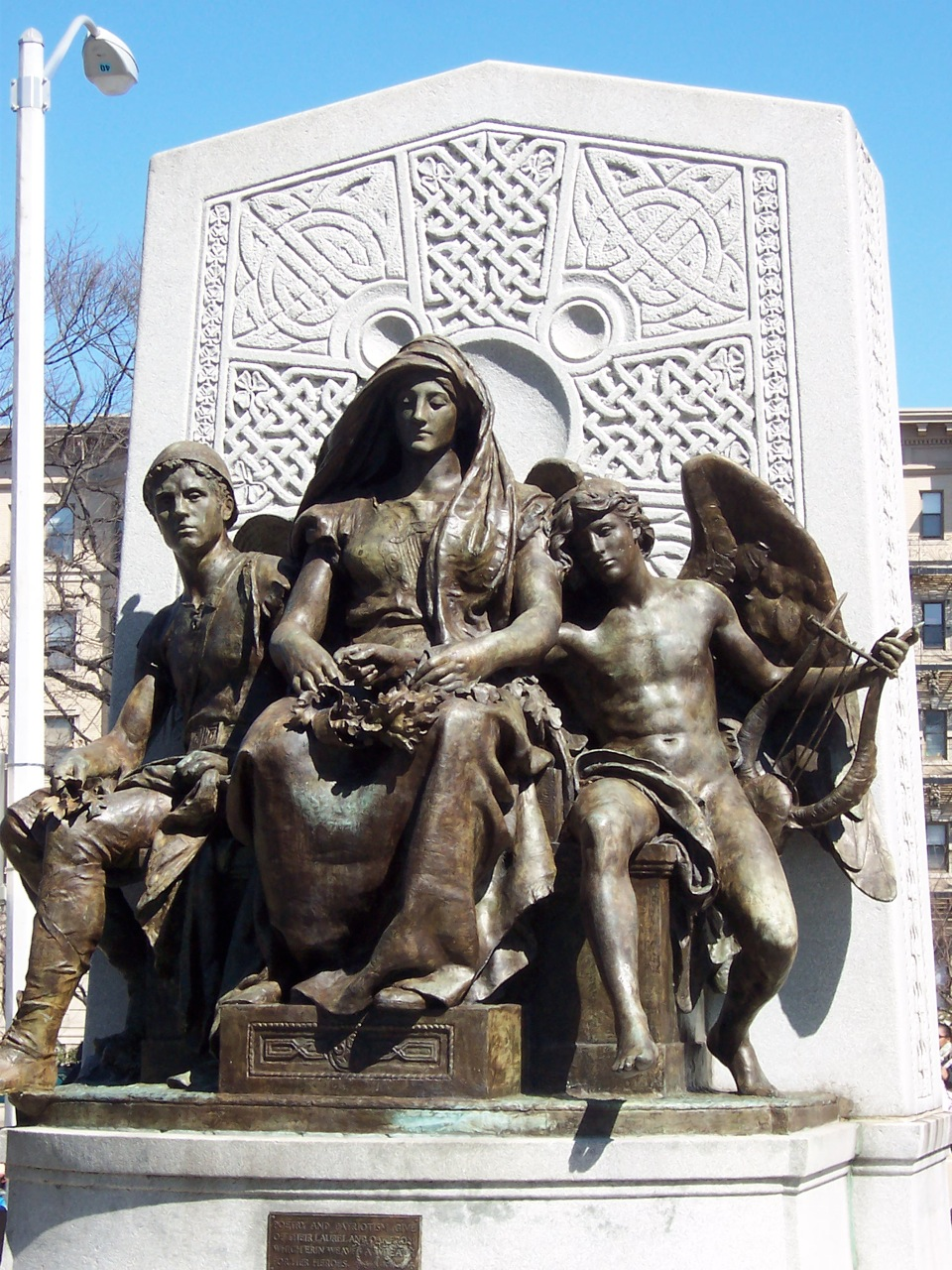
John Boyle O'Reilly Memorial (1897) i Boston
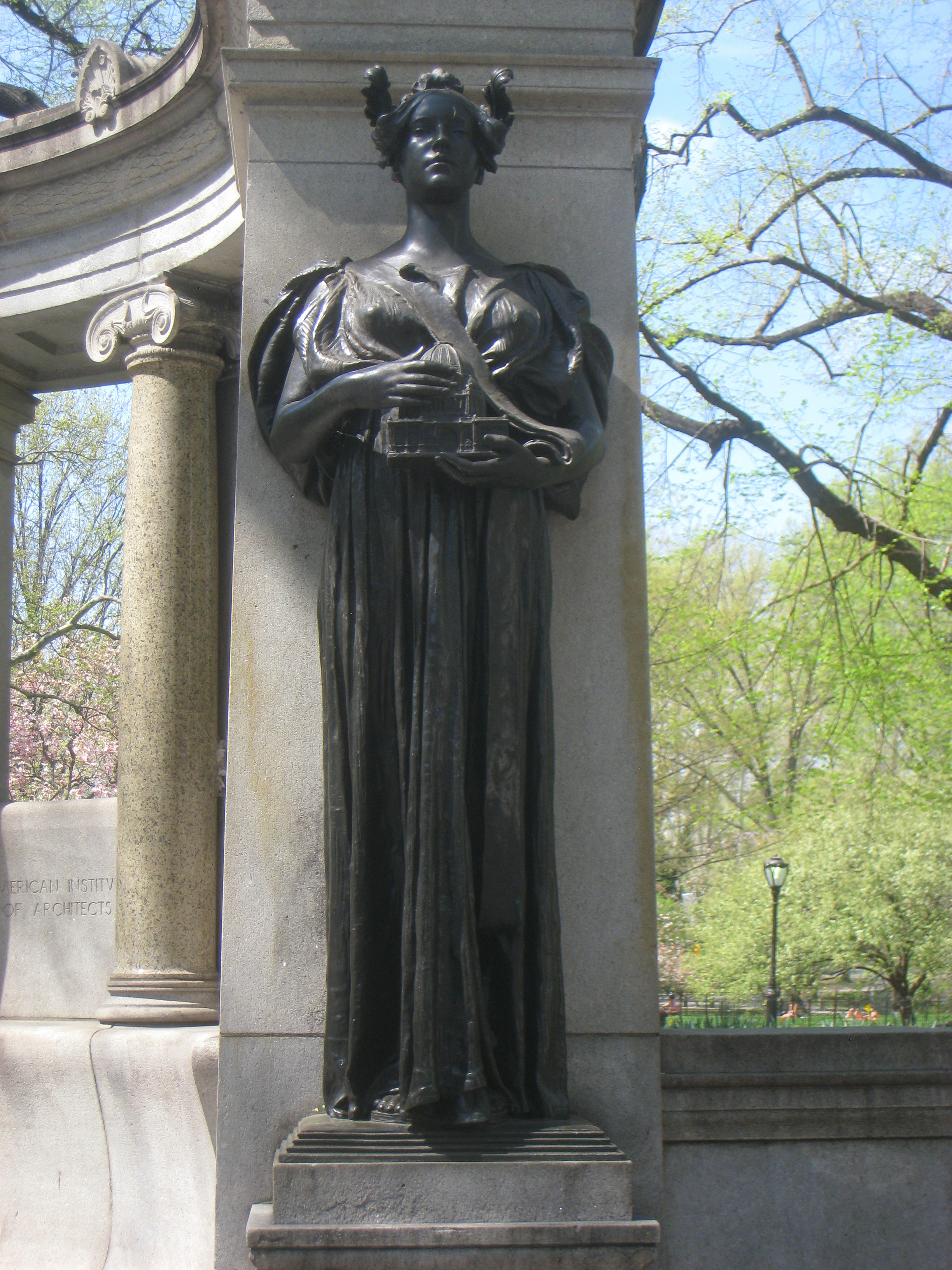
Architecture (1901), Richard Morris Hunt Memorial
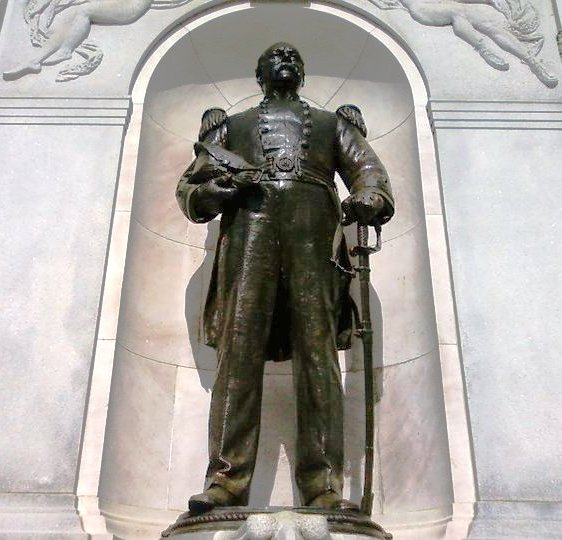
George H. Perkins (1902), New Hampshire State House i Concord, New Hampshire
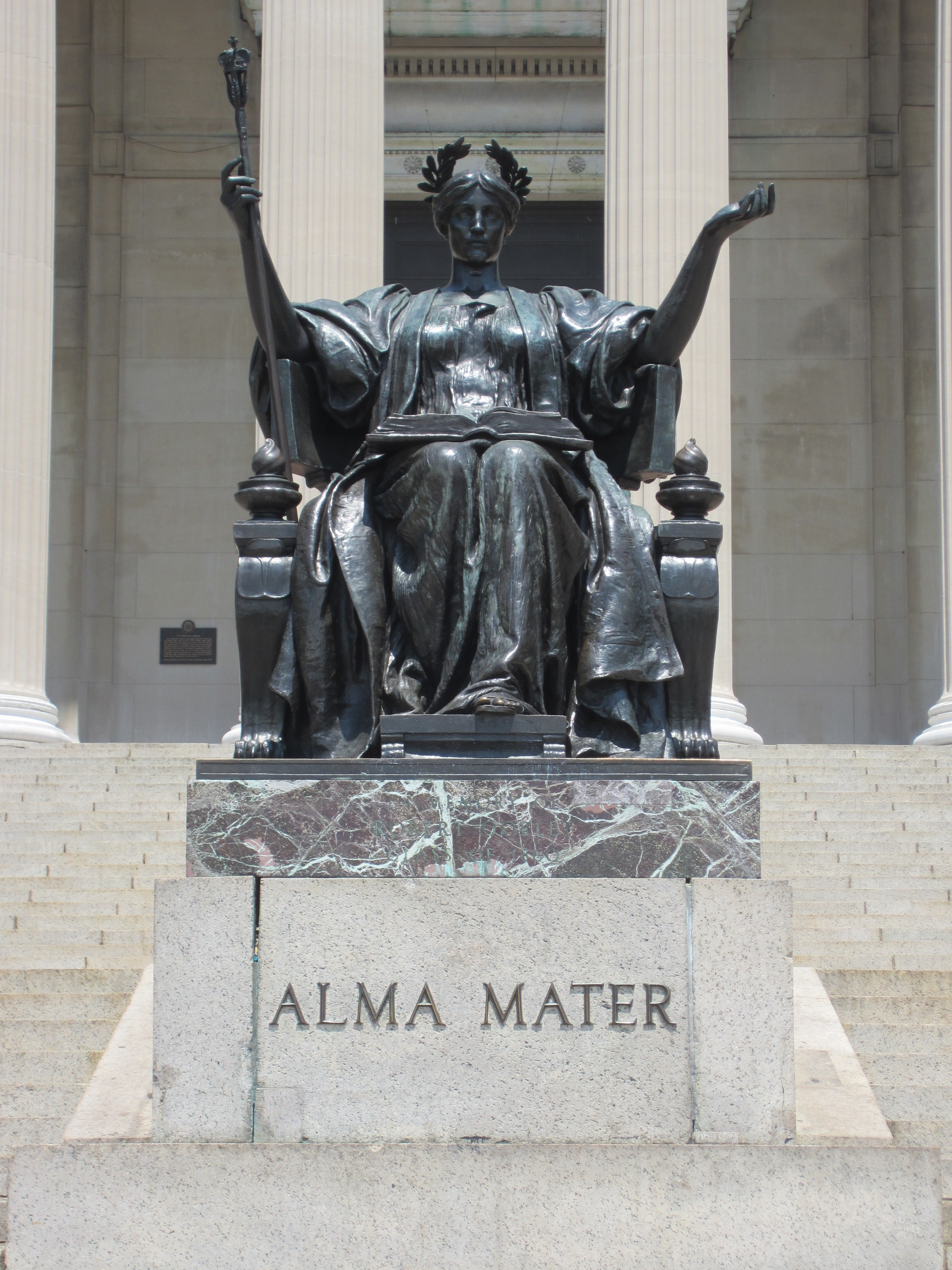
Alma Mater (1903) utanför Columbia University i New York.
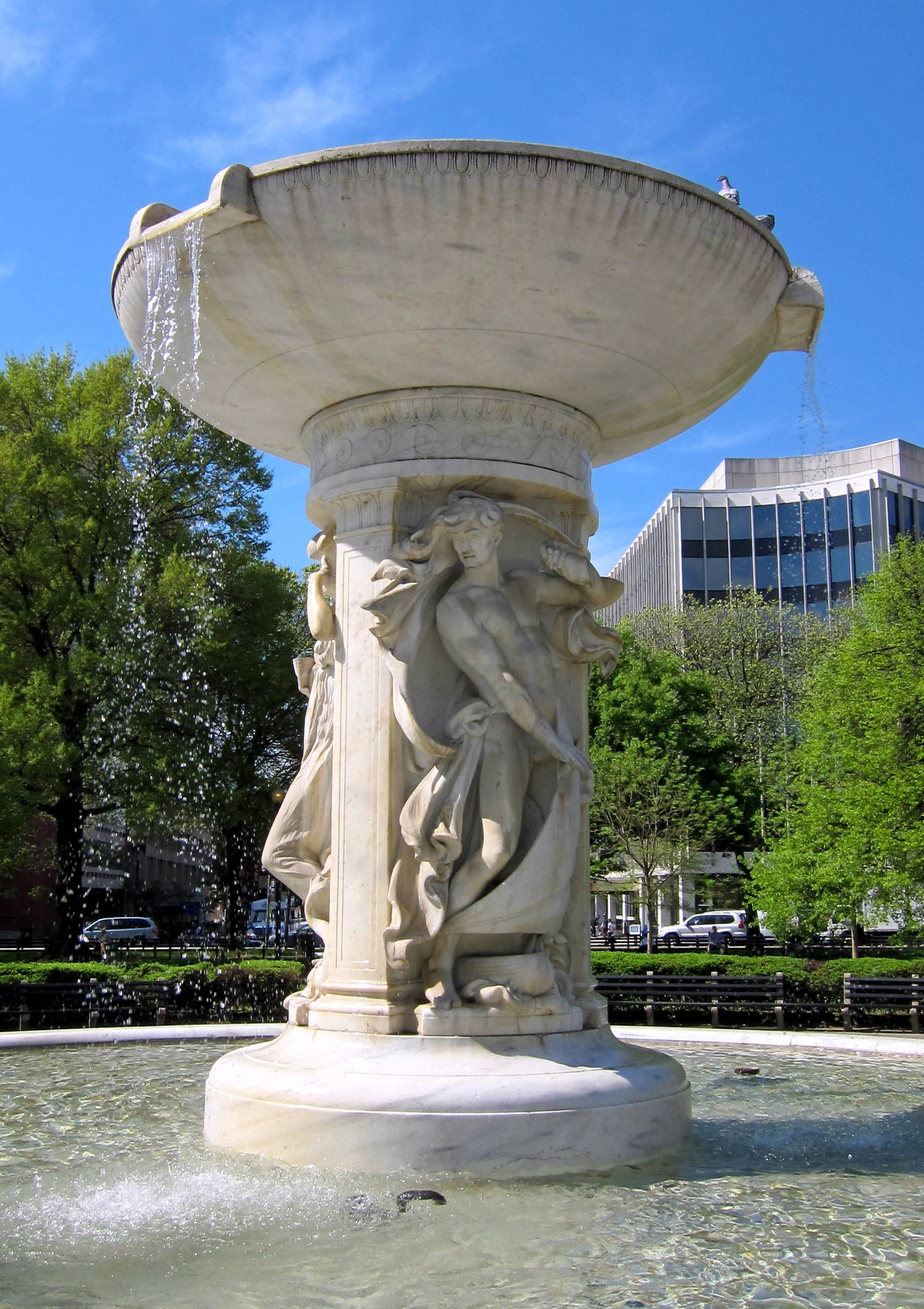
Dupont Memorial Fountain (1921), Dupont Circle i Washington D.C.
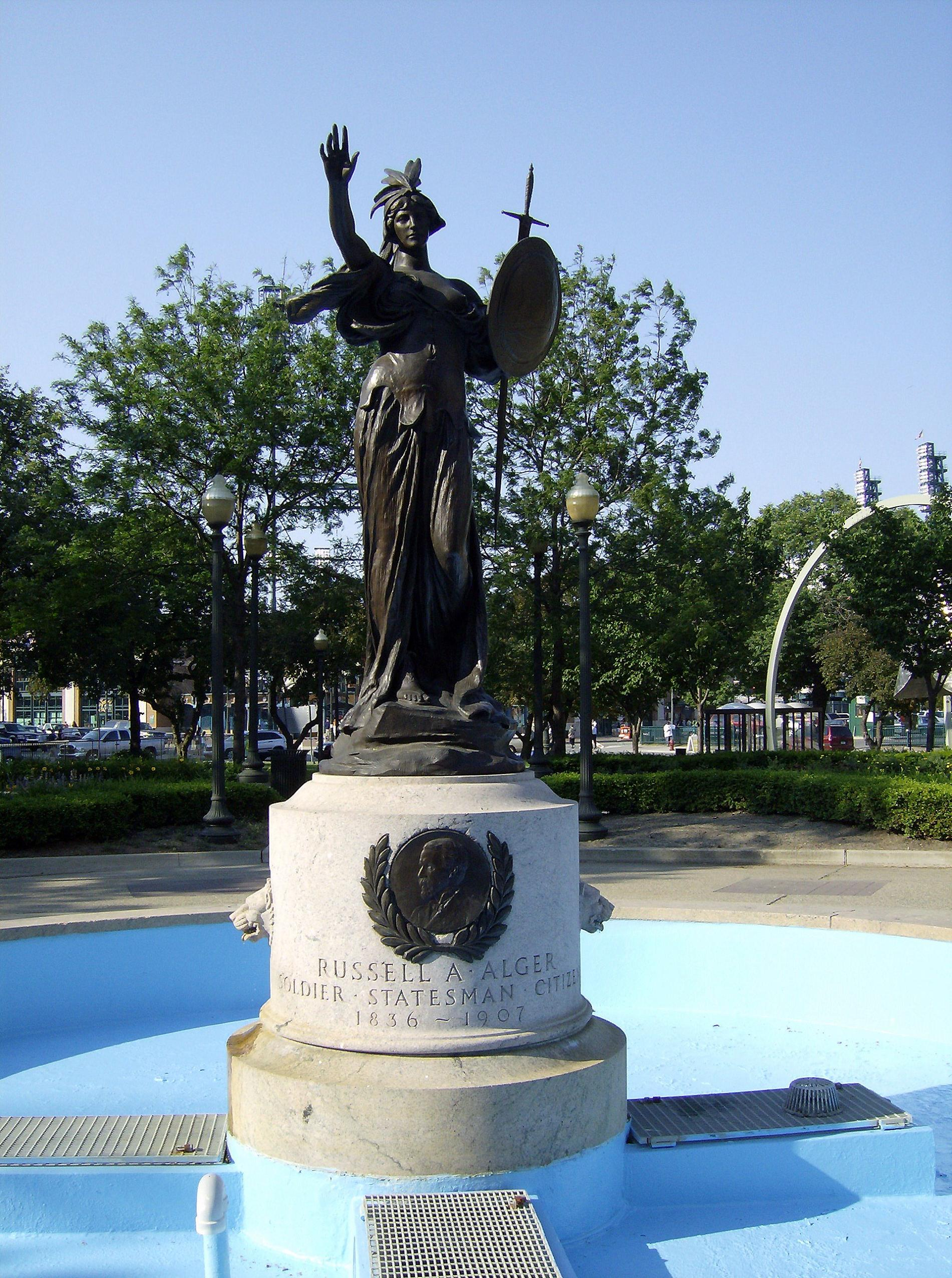
Russell A. Alger Fountain (1921) i Detroit
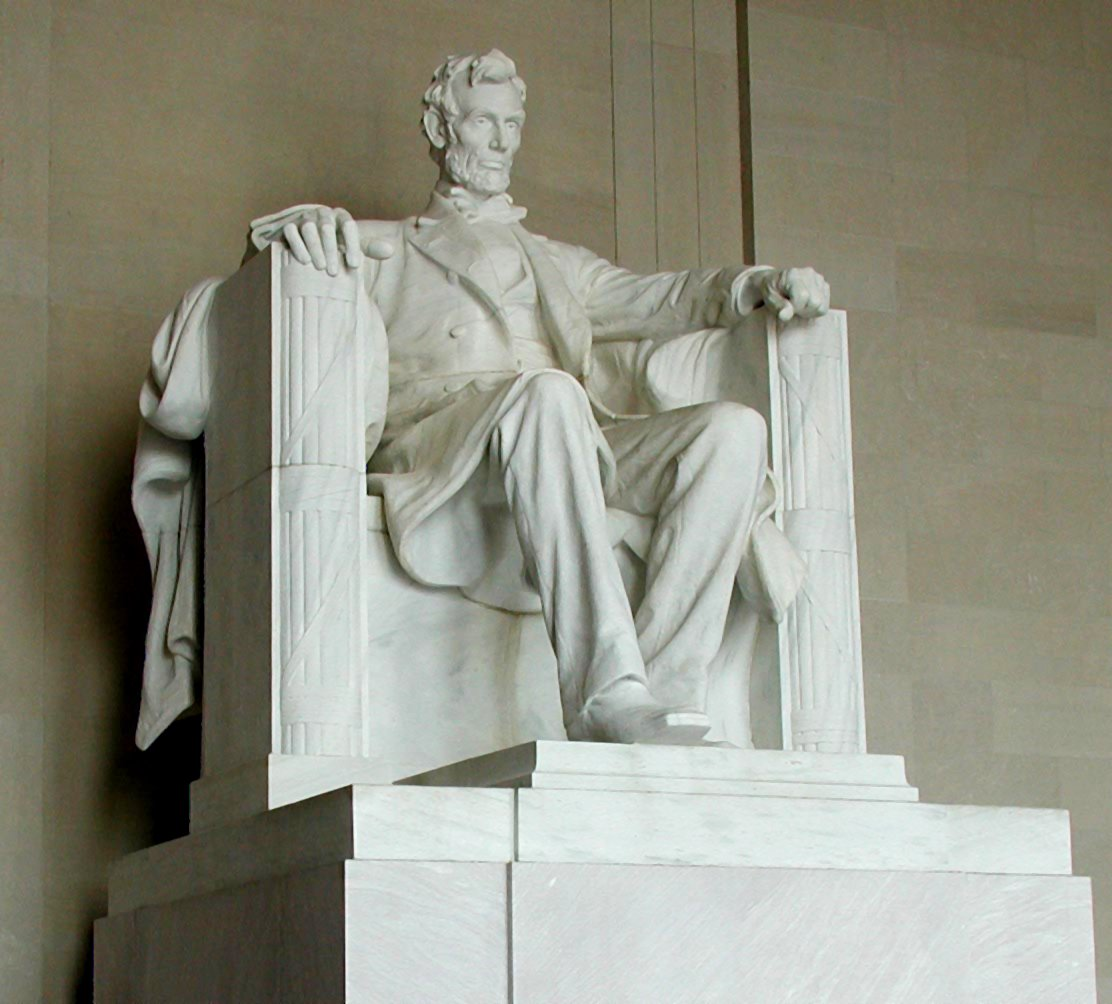
Abraham Lincoln (1922) inne i Lincolnmonumentet, National Mall, Washington, D.C.